# Аудаль
Аудаль (сомал. и англ. Awdal, араб. أودَل‎) — регион на западе Сомалиленда, непризнанного государства на территории Сомали. Административным центром является Борама. Граничит с Эфиопией (регион Сомали), Джибути (регионы Али-Сабих и Арта), сомалийской Северо-Западной провинцией и с Аденским заливом.

## История
Аудаль (также пишется Авдал, Адал или Адель) берёт своё название от древней империи — Адальского султаната, чья власть достигла апогея в XVI веке. Многочисленные разрушенные города, протянувшиеся вдоль эфиопской границы, были описаны британским исследователем Ричардом Ф. Бёртоном.

## Экономика, инфраструктура
Регион является относительно богатым, что контрастирует с восприятием района Африканского Рога как голодающего и истощённого войной. Гражданская война в Сомали и её последствия не опустошили эту область так, как остальную часть страны. Например, жители Аудаля используют самую передовую в регионе телекоммуникационную сеть, с достаточно надежной сотовой связью и доступом в Интернет. Кроме того, сельское хозяйство, горнодобывающая промышленность и промышленность в области являются достаточно прибыльными для обеспечения комфортной жизни для большинства жителей к югу от Сахары. В Аудале также находится Амудский университет.

## Политика
Современное сепаратистское движение Республики Авдал борется за независимость с 1995 года, когда Сомали начало распадаться после падения Мухаммеда Сиада Барре. Авдал угрожал добиваться независимости, если республика Сомалиленд будет официально признана. В августе 2010 года лидеры сепаратистов провозгласили регион автономной областью Авдаленд в составе федеративного Сомали.

## География
Область Аудаль состоит из пяти районов:
- Баки
- Борама
- Лугуа
- Сайла
- Диллья